# Strielicy (obwód smoleński)
Strielicy (ros. Стрелицы) – wieś (ros. деревня, trb. dieriewnia) w zachodniej Rosji, w osiedlu wiejskim Ponizowskoje rejonu rudniańskiego w obwodzie smoleńskim.

## Geografia
Miejscowość położona jest nad ruczajem Biezymiannyj, 12,5 km od granicy z Białorusią, przy drodze regionalnej 66N-1610 (66K-30 – Szmyri), 7 km od drogi regionalnej 66K-30 (Diemidow – Ponizowje – Zaozierje), 8 km od drogi regionalnej 66K-28 (Diemidow – Rudnia), 15 km od centrum administracyjnego osiedla wiejskiego (sieło Ponizowje), 26 km od centrum administracyjnego rejonu (Rudnia), 68,5 km od Smoleńska.
W granicach miejscowości znajduje się ulica Dorożnaja (5 posesji).

## Historia
W czasie II wojny światowej od lipca 1941 roku wieś była okupowana przez hitlerowców. Wyzwolenie nastąpiło w październiku 1943 roku.
Uchwałą z dnia 20 grudnia 2018 roku w skład jednostki administracyjnej Ponizowskoje weszły wszystkie miejscowości zlikwidowanego osiedla wiejskiego Klarinowskoje (w tym Strielicy).

## Demografia
W 2010 r. miejscowość zamieszkiwało 18 osób.